# V.E.H.N. (Viaje épico hacia la nada)
V.E.H.N. (Viaje épico hacia la nada) es el noveno álbum de estudio del grupo español de indie pop rock Love of Lesbian. El álbum contó con dos colaboraciones: con dos integrantes de El Columpio Asesino, Cristina Martínez y Álbaro Arizaleta, para "Catalunya bondage"; y con Enrique Bunbury para "El sur".  La edición preventa también incluye dos temas extra, "El astronauta que vio a Elvis" y "Charlize SolTherón", ambos originalmente compuestos para la película de animación Memorias de un hombre en pijama.
Fue publicado el 16 de abril de 2021 por Warner Music Spain, debutando en el puesto número 1 por tercera vez consecutiva para un álbum de estudio del grupo. En noviembre de 2022, el disco obtuvo el cuarto disco de oro para la banda tras superar las 20.000 copias vendidas.

## Lista de canciones
Todas las letras escritas por Santi Balmes, excepto donde se indica, toda la música compuesta por Balmes y Julián Saldarriaga, excepto donde se indica. 
| N.º   | Título                                                         | Duración |  |
| 1.    | «Viaje épico hacia la nada»                                    | 4:49     |  |
| 2.    | «Crisálida»                                                    | 4:08     |  |
| 3.    | «Sesenta memorias perdidas»                                    | 4:45     |  |
| 4.    | «Eterna revolución»                                            | 4:25     |  |
| 5.    | «Cosmos (Antisistema solar)»                                   | 4:05     |  |
| 6.    | «Viento de oeste»                                              | 4:48     |  |
| 7.    | «Escuela de danza aérea»                                       | 4:33     |  |
| 8.    | «Los irrompibles»                                              | 4:48     |  |
| 9.    | «Catalunya bondage» (con Cristina Martínez y Álbaro Arizaleta) | 4:07     |  |
| 10.   | «El sur» (con Enrique Bunbury)                                 | 4:28     |  |
| 11.   | «El mundo»                                                     | 3:40     |  |
| 12.   | «El paso»                                                      | 6:28     |  |
| 55:09 |                                                                |          |  |

| Edición preventa |                                 |                                  |          |  |
| N.º              | Título                          | Escritor(es)                     | Duración |  |
| 13.              | «El astronauta que vio a Elvis» | Santi Balmes Julián Saldarriaga  | 4:23     |  |
| 14.              | «Charlize SolTherón»            | Balmes Saldarriaga Daniel Ferrer | 4:33     |  |
| 1:03:05          |                                 |                                  |          |  |

## Créditos
Créditos procedentes del libreto del álbum.
Love of Lesbian
- Santi Balmes - Voz, guitarra, teclados, coros (canción 12)
- Julián Saldarriaga - Guitarra, secuenciadores, coros
- Jordi Roig - Guitarra, coros (canción 12)
- Oriol Bonet - Batería, programación, coros (canción 12)

Otros músicos
- Dani Ferrer - Piano, teclados, sintetizadores, trompa, pollos cantores, coros (canción 12)
- Ricky Falkner - Bajo, guitarra acústica, guitarra española, teclados, vocoder, sintetizadores, coros, producción
- Enrique Bunbury - Voz (canción 10)
- Cristina Martínez - Voz (canción 9)
- Álbaro Arizaleta - Voz (canción 9)
- Santos Berrocal - Programaciones, percusiones, coros (canción 12), mezclas, producción
- Fluren Ferrer - Vocoder, programaciones, coros, coros (canción 12), edición, producción
- Xavi Molero - Batería
- Marc Clos - Vibráfono, glockenspiel, shakers, panderetas, doira, congas, cencerro, triángulo, crasher, claves, guacharaca, cascabeles, cortina, woodblock, mandolina, coros (canción 12)
- David Soler - Pedal steel, fxs & loops, banjo, coros (canción 12)
- Alejandro Acosta - Sintetizadores, programaciones (canción 4), coproductor (canción 4)
- Martí Perarnau IV - Moog, juno, sampling, process (canción 6), coproductor (canción 6)
- Álex Serrano - Trompeta (canción 10), dirección de metales (canciones 8 y 10)
- David Carrasco - Saxo tenor, saxo barítono (canción 8)
- Marcos Crespo - Trombón (canción 10)
- Begoña Rodrigo - Coros (canción 8)
- Pepe Solla - Coros (canción 8)
- Ferran Pontón - Mandolina, coros (canción 12)
- Olga Mias - Coros, pandereta (canción 12)
- Gonçal Planas - Coros (canción 12), producción ejecutiva

Personal
- Gerard Giner - Asistente de grabación, asistente de mezclas
- Gavin Lurssen - Masterización
- Javier Jaén - Diseño, arte
- Rita Puig - Retratos de interior
- Ponlo! - Maquetado